# 7人制ラグビー男子日本代表の代表キャップ対象試合一覧
7人制ラグビー男子日本代表の代表キャップ対象試合一覧。7人制ラグビーは15人制ラグビーと違い、1試合ではなく1大会で1キャップ獲得となる。
| #   | 大会名                                                                   | 開催地                                 | 開催日               |
| --- | ------------------------------------------------------------------------ | -------------------------------------- | -------------------- |
| 1   | 第1回香港セブンズ                                                        | 香港・ハッピーバレー                   | 1976年3月28日        |
| 2   | 第2回香港セブンズ                                                        | 香港・ハッピーバレー                   | 1977年5月1日         |
| 3   | 第3回香港セブンズ                                                        | 香港・ハッピーバレー                   | 1978年4月15-16日     |
| 4   | 第4回香港セブンズ                                                        | 香港・ハッピーバレー                   | 1979年4月7-8日       |
| 5   | 第5回香港セブンズ                                                        | 香港・ハッピーバレー                   | 1980年4月12-13日     |
| 6   | 第6回香港セブンズ                                                        | 香港・ハッピーバレー                   | 1981年3月28-29日     |
| 7   | 第7回香港セブンズ                                                        | 香港・ガバメントスタジアム             | 1982年3月27-28日     |
| 8   | 第8回香港セブンズ                                                        | 香港・ガバメントスタジアム             | 1983年3月26-27日     |
| 9   | 第9回香港セブンズ                                                        | 香港・ガバメントスタジアム             | 1984年3月31-4月1日   |
| 10  | 第10回香港セブンズ                                                       | 香港・ガバメントスタジアム             | 1985年3月30-31日     |
| 11  | 第1回豪州NSW国際セブンズ                                                 | シドニー・コンコルドオーバル           | 1986年3月22-23日     |
| 12  | 第11回香港セブンズ                                                       | 香港・ガバメントスタジアム             | 1986年4月5-6日       |
| 13  | 第12回香港セブンズ                                                       | 香港・ガバメントスタジアム             | 1987年3月28-29日     |
| 14  | 第2回豪州NSW国際セブンズ                                                 | シドニー・コンコルドオーバル           | 1987年4月4-5日       |
| 15  | 第13回香港セブンズ                                                       | 香港・ガバメントスタジアム             | 1988年3月26-27日     |
| 16  | 第3回豪州NSW国際セブンズ                                                 | シドニー・コンコルドオーバル           | 1988年4月2-3日       |
| 17  | 第14回香港セブンズ                                                       | 香港・ガバメントスタジアム             | 1989年4月1-2日       |
| 18  | 第15回香港セブンズ                                                       | 香港・ガバメントスタジアム             | 1990年3月31-4月1日   |
| 19  | 第16回香港セブンズ                                                       | 香港・ガバメントスタジアム             | 1991年3月23-24日     |
| 20  | 第17回香港セブンズ                                                       | 香港・ガバメントスタジアム             | 1992年4月4-5日       |
| 21  | 第18回香港セブンズ                                                       | 香港・ガバメントスタジアム             | 1993年3月27-28日     |
| 22  | ラグビーワールドカップセブンズ1993                                       | スコットランド・エジンバラ             | 1993年4月16-18日     |
| 23  | 第2回フィジー国際セブンズ                                                | フィジー・スヴァ・ナショナルスタジアム | 1994年3月11-12日     |
| 24  | 第19回香港セブンズ                                                       | 香港・ガバメントスタジアム             | 1994年3月26-27日     |
| 25  | 第3回フィジー国際セブンズ                                                | フィジー・スヴァ・ナショナルスタジアム | 1995年3月10-11日     |
| 26  | 第20回香港セブンズ                                                       | 香港・ガバメントスタジアム             | 1995年3月25-26日     |
| 27  | 第3回ジャパンセブンズ                                                    | 東京・秩父宮                           | 1995年4月15-16日     |
| 28  | 台北国際セブンズ                                                         | 台北市                                 | 1995年10月14-15日    |
| 29  | 第4回フィジー国際セブンズ                                                | フィジー・スヴァ・ナショナルスタジアム | 1996年3月15-16日     |
| 30  | 第21回香港セブンズ                                                       | 香港・ガバメントスタジアム             | 1996年3月29-31日     |
| 31  | 第4回ジャパンセブンズ                                                    | 東京・秩父宮                           | 1996年4月13-14日     |
| 32  | ラグビーワールドカップセブンズ1997予選 ウルグアイセブンズ                | ウルグアイ・ブンタデルエステ           | 1997年1月4-5日       |
| 33  | 第5回フィジー国際セブンズ                                                | フィジー・スヴァ・ナショナルスタジアム | 1997年3月7-8日       |
| 34  | ラグビーワールドカップセブンズ1997                                       | 香港・ガバメントスタジアム             | 1997年3月21-23日     |
| 35  | 第5回ジャパンセブンズ                                                    | 東京・秩父宮                           | 1997年4月12-13日     |
| 36  | 第22回香港セブンズ                                                       | 香港・ガバメントスタジアム             | 1998年3月27-29日     |
| 37  | 第6回ジャパンセブンズ                                                    | 東京・秩父宮                           | 1998年4月18-19日     |
| 38  | 1998年アジア競技大会                                                     | タイ・バンコク                         | 1998年12月7-8日      |
| 39  | 第7回フィジー国際セブンズ                                                | フィジー・スヴァ・ナショナルスタジアム | 1999年3月12-13日     |
| 40  | 第23回香港セブンズ                                                       | 香港・ガバメントスタジアム             | 1999年3月26-28日     |
| 41  | 第7回ジャパンセブンズ                                                    | 東京・秩父宮                           | 1999年4月19-20日     |
| 42  | ラグビーワールドカップセブンズ2001 アジア予選マレーシア・セブンズ2000    | マレーシア                             | 2000年3月18-19日     |
| 43  | 第24回香港セブンズ                                                       | 香港・ガバメントスタジアム             | 2000年3月24-26日     |
| 44  | 第8回ジャパン国際セブンズ                                                | 東京・秩父宮                           | 2000年4月1-2日       |
| 45  | エールフランス国際セブンズ2000                                           | フランス・パリ                         | 2000年5月27-28日     |
| 46  | ラグビーワールドカップセブンズ2001                                       | アルゼンチン・ マルデルプラタ          | 2001年1月26-28日     |
| 47  | NZ国際セブンズ2001                                                       | NZ・ウェリントン                       | 2001年2月9-10日      |
| 48  | 第25回香港セブンズ                                                       | 香港・ガバメントスタジアム             | 2001年3月31-4月1日   |
| 49  | 上海国際セブンズ2001                                                     | 上海スタジアム                         | 2001年4月7-8日       |
| 50  | マレーシア国際セブンズ2001                                               | マレーシア・クアラルンプール           | 2001年4月21-22日     |
| 51  | 第9回ジャパン国際セブンズ                                                | 東京・秩父宮                           | 2001年4月29-30日     |
| 52  | 秋田ワールドゲームズ2001セブンズ                                         | 秋田                                   | 2001年8月25-26日     |
| 53  | 豪州国際セブンズ2002                                                     | 豪州・プリズベン                       | 2002年2月2-3日       |
| 54  | NZ国際セブンズ2002                                                       | NZ・ウェリントン                       | 2002年2月8-9日       |
| 55  | 北京国際セブンズ2003                                                     | 中国・北京                             | 2002年3月16-17日     |
| 56  | 第26回香港セブンズ                                                       | 香港・ガバメントスタジアム             | 2002年3月22-24日     |
| 57  | シンガポール国際セブンズ 2002                                            | シンガポール                           | 2002年4月20-21日     |
| 58  | マレーシア国際セブンズ2001                                               | マレーシア・クアラルンプール           | 2002年4月27-28日     |
| 59  | 2002年アジア競技大会                                                     | 韓国                                   | 2002年9月30-10月1日  |
| 60  | 豪州国際セブンズ2003                                                     | 豪州・プリズベン                       | 2003年2月1-2日       |
| 61  | NZ国際セブンズ2003                                                       | NZ・ウェリントン                       | 2003年2月7-8日       |
| 62  | アジア４ヶ国親善中華台北セブンズ2003                                     | 台湾・台北市                           | 2003年3月22日        |
| 63  | 第27回香港セブンズ                                                       | 香港・ガバメントスタジアム             | 2003年3月28-30日     |
| 64  | 第28回香港セブンズ                                                       | 香港・ガバメントスタジアム             | 2004年3月26-28日     |
| 65  | シンガポール 国際セブンズ 2004                                           | シンガポール                           | 2004年4月3-4日       |
| 66  | ラグビーワールドカップセブンズ2005 アジア地区予選スリランカセブンズ      | スリランカ・キャンディ                 | 2004年9月11-12日     |
| 67  | 豪州ダーウィン国際セブンズ2005                                           | 豪州・ダーウィン                       | 2005年1月22-23日     |
| 68  | NZ国際セブンズ2005                                                       | NZ・ウェリントン                       | 2005年2月4-5日       |
| 69  | ラグビーワールドカップセブンズ2005                                       | 香港・ガバメントスタジアム             | 2005年3月18-20日     |
| 70  | ドイツ国際セブンズ2005                                                   | ドイツ・デュッセルドルフ               | 2005年7月22-23日     |
| 71  | スリランカ国際セブンズ 2005                                              | スリランカ・キャンディ                 | 2005年9月10-11日     |
| 72  | 第29回香港セブンズ                                                       | 香港・ガバメントスタジアム             | 2006年3月31-4月2日   |
| 73  | シンガポール国際セブンズ 2006                                            | シンガポール                           | 2006年4月8-9日       |
| 74  | 第20回スペインベニドルムセブンズ                                         | スペイン・アリカンテ                   | 2006年5月27-28日     |
| 75  | シンガポール クリケットセブンズ                                          | シンガポール                           | 2006年11月4-5日      |
| 76  | 2006年アジア競技大会                                                     | カタール・ドーハ                       | 2006年12月10-11日    |
| 77  | 第30回香港セブンズ                                                       | 香港・ガバメントスタジアム             | 2007年3月30-4月1日   |
| 78  | 豪州アデレード国際セブンズ2007                                           | 豪州・アデレード                       | 2007年4月7-8日       |
| 79  | ケニア・サファリセブンズ2007                                             | ケニア・ナイロビ                       | 2007年6月9-10日      |
| 80  | 第31回香港セブンズ                                                       | 香港・ガバメントスタジアム             | 2008年3月28-30日     |
| 81  | 豪州アデレード国際セブンズ2008                                           | 豪州・アデレード                       | 2008年4月5-6日       |
| 82  | ケニア・サファリセブンズ2008                                             | ケニア・ナイロビ                       | 2008年6月21-22日     |
| 83  | ラグビーワールドカップセブンズ2009 アジア地区予選                        | 香港FC                                 | 2008年10月4-5日      |
| 84  | サンディエゴ国際セブンズ2009                                             | アメリカ・サンディエゴ                 | 2009年2月14-15日     |
| 85  | ラグビーワールドカップセブンズ2009                                       | ドバイ                                 | 2009年3月5-7日       |
| 86  | 第32回香港セブンズ                                                       | 香港・ガバメントスタジアム             | 2009年3月27-29日     |
| 87  | 豪州アデレード国際セブンズ2008                                           | 豪州・アデレード                       | 2009年4月3-5日       |
| 88  | 第8回ワールドゲームセブンズ2009高雄大会                                  | 中華台北・高雄                         | 2009年7月24-25日     |
| 89  | IRBアジアセブンズシリーズ2009ボルネオ大会                                | マレーシア・コタキナバル               | 2009年10月31-11月1日 |
| 90  | シンガポールクリケットセブンズ2009                                       | シンガポール                           | 2009年11月7-8日      |
| 91  | スリランカセブンズ2009                                                   | スリランカ・コロンボ                   | 2009年11月28-29日    |
| 92  | 2009年東アジア競技大会                                                   | 香港                                   | 2009年12月5-6日      |
| 93  | USA国際セブンズ2010                                                      | アメリカ・ラスベガス                   | 2010年2月13-14日     |
| 94  | 豪州アデレード国際セブンズ2010                                           | 豪州・アデレード                       | 2010年3月19-21日     |
| 95  | 第33回香港セブンズ                                                       | 香港・ガバメントスタジアム             | 2010年3月26-28日     |
| 96  | IRBアジアセブンズシリーズ2010ボルネオ大会                                | マレーシア                             | 2010年10月30-31日    |
| 97  | シンガポールクリケットセブンズ2010                                       | シンガポール                           | 2010年11月5-7日      |
| 98  | 2010年アジア競技大会                                                     | 中国・広州                             | 2010年11月21-23日    |
| 99  | USA国際セブンズ2011                                                      | アメリカ・ラスベガス                   | 2011年2月12-13日     |
| 100 | 第34回香港ゼブンズ                                                       | 香港                                   | 2011年3月25-27日     |
| 101 | セブンズワールドシリーズオーストラリア大会                               | オーストラリア                         | 2011年4月2-3日       |
| 102 | HSBC セブンズワールドシリーズ2011オーストラリア大会                      | ゴールドコースト                       | 2011年11月25-26日    |
| 103 | セブンズワールドシリーズNZ大会                                           | NZ・ウェリントン                       | 2012年2月3-4日       |
| 104 | セブンズワールドシリーズ アメリカ大会                                    | USA・ラスベガス                        | 2012年2月10-12日     |
| 105 | 第35回香港セブンズ                                                       | 香港                                   | 2012年3月23-25日     |
| 106 | 東京セブンズ                                                             | 秩父宮                                 | 2012年3月31-4月1日   |
| 107 | ボルネオセブンズ                                                         | マレーシア・ボルネオ                   | 2012年9月1-2日       |
| 108 | ムンバイセブンズ                                                         | ムンバイ                               | 2012年10月13-14日    |
| 109 | ラグビーワールドカップセブンズ2013 アジア地区予選                        | シンガポール                           | 2012年11月2-3日      |
| 110 | 香港セブンズ                                                             | 香港                                   | 2013年3月22-24日     |
| 111 | 東京セブンズ                                                             | 秩父宮                                 | 2013年3月30-31日     |
| 112 | ラグビーワールドカップセブンズ2013                                       | モスクワ・ルジニキスタジアム           | 2013年6月28-30日     |
| 113 | マレーシア・セブンズ                                                     | クアラルンプール                       | 2013年8月31-9月1日   |
| 114 | タイセブンズ                                                             | タイIPEチョンブリ                      | 2013年9月21-22日     |
| 115 | インドセブンズ                                                           | ボンベイジムカーナ                     | 2013年10月12-13日    |
| 116 | シンガポールセブンズ                                                     | ヨーチューカンスポーツC                | 2013年11月9-10日     |
| 117 | 東京セブンズ2014                                                         | 秩父宮                                 | 2014年3月22-23日     |
| 118 | 香港セブンズ2014                                                         | 香港                                   | 2014年3月28-30日     |
| 119 | セブンズワールドシリーズ第8戦スコットランド大会                          | グラスゴー                             | 2014年5月4-5日       |
| 120 | セブンズワールドシリーズ第9戦イングランド大会                            | ロンドン                               | 2014年5月11-12日     |
| 121 | アジアセブンズシリーズ香港セブンズ                                       | 香港                                   | 2014年8月23-24日     |
| 122 | アジアセブンズシリーズマレーシアセブンズ                                 | セランゴール                           | 2014年9月6-7日       |
| 123 | 2014年アジア競技大会                                                     | 韓国仁川                               | 2014年9月30-10月2日  |
| 124 | セブンズワールドシリーズ第1戦オーストラリア大会                          | ゴールドコースト                       | 2014年10月11-12日    |
| 125 | アジアセブンズシリーズ中国セブンズ                                       | 北京                                   | 2014年10月18-19日    |
| 126 | セブンズワールドシリーズ第2戦ドバイ大会                                  | ドバイ                                 | 2014年12月5-6日      |
| 127 | セブンズワールドシリーズ第3戦南アフリカ大会                              | ポートエリザベス                       | 2014年12月13-14日    |
| 128 | セブンズワールドシリーズ第4戦NZ大会                                      | ウェリントン                           | 2015年2月6-7日       |
| 129 | セブンズワールドシリーズ第5戦アメリカ大会                                | ラスベガス                             | 2015年2月13-15日     |
| 130 | セブンズワールドシリーズ第6戦香港大会                                    | 香港                                   | 2015年3月27-29日     |
| 131 | セブンズワールドシリーズ第7戦日本大会                                    | 秩父宮                                 | 2015年4月4-5日       |
| 132 | セブンズワールドシリーズ第8戦スコットランド大会                          | グラスゴー                             | 2015年5月9-10日      |
| 133 | セブンズワールドシリーズ第9戦イングランド大会                            | ロンドン                               | 2015年5月16-17日     |
| 134 | ARFU アジア セブンズシリーズ2015第1戦中国セブンズ                        | 青島                                   | 2015年9月5-6日       |
| 135 | ARFU アジア セブンズシリーズ2015第2戦タイ・セブンズ                      | ノンタブリー県 パックレット            | 2015年9月26-27日     |
| 136 | ARFU アジア セブンズシリーズ2015第3戦スリランカ・セブンズ                | コロンボ                               | 2015年10月10-11日    |
| 137 | リオデジャネイロオリンピック男子7人制ラグビーアジア予選                  | 香港                                   | 2015年11月7-8日      |
| 138 | ワールドラグビーHSBCセブンズシリーズ2015-2016第1戦ドバイ大会             | ドバイ                                 | 2015年12月4-5日      |
| 139 | ワールドラグビーHSBCセブンズシリーズ2015-2016第3戦ＮＺ大会               | ウェリントン                           | 2016年1月30-31日     |
| 140 | ワールドラグビーHSBCセブンズシリーズ2015-2016第4戦オーストラリア大会     | シドニー                               | 2016年2月6-7日       |
| 141 | ワールドラグビーHSBCセブンズシリーズ2015-2016第5戦アメリカ大会           | ラスベガス                             | 2016年3月4-6日       |
| 142 | セブンズワールドシリーズ2016-2017コアチーム昇格決定大会                  | 香港                                   | 2016年4月8-10日      |
| 143 | ワールドラグビーHSBCセブンズシリーズ2015-2016第8戦シンガポール大会       | シンガポール                           | 2016年4月16-17日     |
| 144 | 2016年リオデジャネイロオリンピック                                       | リオデジャネイロ                       | 2016年8月9-11日      |
| 145 | ワールドラグビーHSBCセブンズシリーズ2016-2017第1戦ドバイ大会             | ドバイ                                 | 2016年12月2-3日      |
| 146 | ワールドラグビーHSBCセブンズシリーズ2016-2017第2戦南アフリカ大会         | ケープタウン                           | 2016年12月10-11日    |
| 147 | ワールドラグビーHSBCセブンズシリーズ2016-2017第3戦NZ大会                 | ウェリントン                           | 2017年1月28-29日     |
| 148 | ワールドラグビーHSBCセブンズシリーズ2016-2017第4戦オーストラリア大会     | シドニー                               | 2017年2月4-5日       |
| 149 | ワールドラグビーHSBCセブンズシリーズ2016-2017第5戦アメリカ大会           | ラスベガス                             | 2017年3月3-5日       |
| 150 | ワールドラグビーHSBCセブンズシリーズ2016-2017第6戦カナダ大会             | バンクーバー                           | 2017年3月11-12日     |
| 151 | ワールドラグビーHSBCセブンズシリーズ2016-2017第7戦香港大会               | 香港                                   | 2017年4月7-9日       |
| 152 | ワールドラグビーHSBCセブンズシリーズ2016-2017第8戦シンガポール大会       | シンガポール                           | 2017年4月15-16日     |
| 153 | ワールドラグビーHSBCセブンズシリーズ2016-2017第9戦フランス大会           | パリ                                   | 2017年5月13-14日     |
| 154 | ワールドラグビーHSBCセブンズシリーズ2016-2017第10戦イングランド大会      | トゥイッケナム                         | 2017年5月20-21日     |
| 155 | アジアラグビーセブンズシリーズ2017第1戦香港大会                          | 香港                                   | 2017年9月1-2日       |
| 156 | アジアラグビーセブンズシリーズ2017第2戦韓国大会                          | 韓国                                   | 2017年9月23-24日     |
| 157 | アジアラグビーセブンズシリーズ2017第3戦スリランカ大会                    | スリランカ                             | 2017年10月14-15日    |
| 158 | HSBCワールドラグビーセブンズシリーズ2018-2019コアチーム予選大会          | 香港                                   | 2018年4月6-7日       |
| 159 | HSBCワールドラグビーセブンズシリーズ2017-2018第8戦シンガポール大会       | シンガポール                           | 2018年4月28-29日     |
| 160 | ラグビーワールドカップセブンズ2018                                       | サンフランシスコ                       | 2018年7月20-22日     |
| 161 | 2018年アジア競技大会                                                     | インドネシア                           | 2018年8月30-9月1日   |
| 162 | アジアラグビーセブンズシリーズ2018第1戦香港大会                          | 香港                                   | 2018年9月14-15日     |
| 163 | アジアラグビーセブンズシリーズ2018第2戦韓国大会                          | 韓国                                   | 2018年9月29-30日     |
| 164 | アジアラグビーセブンズシリーズ2018第3戦スリランカ大会                    | スリランカ                             | 2018年10月13-14日    |
| 165 | HSBCワールドラグビーセブンズシリーズ2018-2019第1戦ドバイ大会             | ドバイ                                 | 2018年11月30-12月1日 |
| 166 | HSBCワールドラグビーセブンズシリーズ2018-2019第2戦ケープタウン大会       | ケープタウン                           | 2018年12月8-9日      |
| 167 | HSBCワールドラグビーセブンズシリーズ2018-2019第3戦ニュージーランド大会   | ハミルトン                             | 2019年1月26-27日     |
| 168 | HSBCワールドラグビーセブンズシリーズ2018-2019第4戦オーストラリア大会     | シドニー                               | 2019年2月2-3日       |
| 169 | HSBCワールドラグビーセブンズシリーズ2018-2019第5戦アメリカ大会           | ラスベガス                             | 2019年3月1-3日       |
| 170 | HSBCワールドラグビーセブンズシリーズ2018-2019第6戦カナダ大会             | バンクーバー                           | 2019年3月9-10日      |
| 171 | HSBCワールドラグビーセブンズシリーズ2018-2019第7戦香港大会               | 香港                                   | 2019年4月5-7日       |
| 172 | HSBCワールドラグビーセブンズシリーズ2018-2019第8戦シンガポール大会       | シンガポール                           | 2019年4月13-14日     |
| 173 | HSBCワールドラグビーセブンズシリーズ2018-2019第9戦イングランド大会       | ロンドン                               | 2019年5月25-26日     |
| 174 | HSBCワールドラグビーセブンズシリーズ2018-2019第10戦フランス大会          | パリ                                   | 2019年6月1-2日       |
| 175 | アジアラグビーセブンズシリーズ2019第1戦韓国大会                          | インチョン                             | 2019年8月31-9月1日   |
| 176 | アジアラグビーセブンズシリーズ2019第2戦中国大会                          | 恵州                                   | 2019年9月14-15日     |
| 177 | アジアラグビーセブンズシリーズ2019第3戦スリランカ大会                    | スリランカ                             | 2019年9月28-29日     |
| 178 | HSBCワールドラグビーセブンズシリーズドバイ大会                           | ドバイ                                 | 2019年12月5-7日      |
| 179 | HSBCワールドラグビーセブンズシリーズ南アフリカ大会                       | ケープタウン                           | 2019年12月13-15日    |
| 180 | HSBCワールドラグビーセブンズシリーズNZ大会                               | ハミルトン                             | 2020年1月25-26日     |
| 181 | HSBCワールドラグビーセブンズシリーズオーストラリア大会                   | シドニー                               | 2020年2月1-2日       |
| 182 | HSBCワールドラグビーセブンズシリーズチャレンジャーシリーズ チリ大会      | チリ                                   | 2020年2月15-16日     |
| 183 | HSBCワールドラグビーセブンズシリーズチャレンジャーシリーズウルグアイ大会 | ウルグアイ                             | 2020年2月22-23日     |
| 184 | HSBC ワールドラグビーセブンズシリーズ 第6戦カナダ大会                    | バンクーバー                           | 2020年3月7-8日       |
| 185 | 2020年東京オリンピック                                                   | 東京                                   | 2021年7月26-28日     |
| 186 | アジアラグビーセブンズシリーズ2021 ドバイ大会（WC予選）                  | ドバイ                                 | 2021年11月19-20日    |
| 187 | HSBC ワールドラグビーセブンズシリーズ 第1戦ドバイ大会                    | ドバイ                                 | 2021年11月26-27日    |
| 188 | HSBC ワールドラグビーセブンズシリーズ 第2戦ドバイ大会                    | ドバイ                                 | 2021年12月3-4日      |
| 189 | HSBC ワールドラグビー セブンズシリーズ 第3戦マラガ大会                   | マラガ                                 | 2022年1月21-23日     |
| 190 | HSBC ワールドラグビー セブンズシリーズ 第4戦セビリア大会                 | セビリア                               | 2022年1月28-30日     |